# Iba bakeri
Iba bakeri är en insektsart som först beskrevs av Victor Lallemand 1922.  Iba bakeri ingår i släktet Iba och familjen Clastopteridae. Inga underarter finns listade i Catalogue of Life.